# Стефан Митев (футболист)
Стефан Митев (роден на 9 септември 1998 година в Русе) е български футболист, бивш полузащитник на русенския отбор „Дунав“ и бивш капитан и полузащитник на юношите до 17-годишна възраст на същия. Митев е част и от състава на националите до 19-годишна възраст. На 4 септември 2017 г. преминава в отбора на Локомотив (Русе).

## Спортна кариера
Първият клуб на Митев е „Дунав“ на крайречния град Русе, където оставя отлично впечатление в мачовете през есента на 2014 година и предизвиква вниманието на старши треньора на мъжкия отбор Веселин Великов. Великов обмисля постепенното налагане на Митев в представителния тим, като дори го пуска като резерва в контролен мач срещу ЦСКА, докато обаче Митев не решава да направи решителна крачка за кариерното си развитие. Русенският тим се разделя с успешния си капитан в началото на 2015 година, след като същият решава да продължи кариерата си като полузащитник на софийския „ДИТ Спорт“. Щом научава за намерението на Митев да замине за София, треньорът на младите дракони Емил Иванов остава „доста ядосан и разочарован“, но съвсем не прави опити да задържи юношата, а го насърчава и му пожелава успех.
Играл няколко месеца за „ДИТ Спорт“, халфът взема решението да напусне столичния клуб и да играе за друг такъв – „Септември“. Не след дълго обаче съдбата се намесва и връща младия футболист в отбора, от който е тръгнал – вече при мъжката формация. Името му фигурира и в стартовия състав на контрола за европейското първенство за юноши до 19 години.

## Любопитно
Учи в русенската ПМГ „Баба Тонка“. По-късно името му не фигурира в списъка на учениците, като вероятно е преминал под самостоятелна форма на обучение.